# Kōzaki
Kōzaki (jap. 神崎町 Kōzaki-machi) – miasto w Japonii, na wyspie Honsiu, w prefekturze Chiba. Według danych na rok 2020 miejscowość zamieszkiwało 5 816 mieszkańców , a gęstość zaludnienia wyniosła 292,3 os./km².